# 交響曲第1番 (尾高尚忠)
交響曲第1番ホ短調作品35は、尾高尚忠が1948年に作曲した交響曲。戦前に発表した「弦楽のための小交響曲」を除けば、尾高にとって唯一の交響曲。長らく単一楽章と思われてきたが、近年遺稿の中から大部分が仕上がった第2楽章が発見された。若干の補筆を経て、2006年に外山雄三指揮NHK交響楽団の演奏で初演された。演奏時間は約30分。

## 作曲の経緯
1948年、「平和の鐘楼建立会」が公募した「平和のために世界に送る交響曲懸賞」で、團伊玖磨の交響詩「平和来」（後に「挽歌」と改題）、高田信一の「平和への頌歌」を押さえ、第1位を得た。
初演は1948年11月25日、作曲者自身の指揮により、当時日本交響楽団と名乗っていたNHK交響楽団によって上記の2作品とともに演奏された。

## 編成
ピッコロ、フルート2、イングリッシュ・ホルン、クラリネット2、バスクラリネット、ファゴット2、コントラファゴット、ホルン4、トランペット3、トロンボーン3、チューバ、ティンパニ、小太鼓、大太鼓、シンバル、ハープ、チェレスタ、弦五部。

## 構成
2楽章であるが、第2楽章の結尾に「アタッカ」と記されていたことから3楽章ないしはそれ以上の構成を練っていたようである。第3楽章は今のところ見つかっていない。

### 第1楽章 Maestoso - Allegro appassionato
基本はホ短調。4/4拍子。マエストーソの序奏は、冒頭から半音階的な大音量を轟かせる。「戦争の惨劇」あるいは尾高が患っていた頭痛を表現していると思われる。その騒ぎがやむと、低弦のユニゾンで第1主題が仄めかされる。その後すぐに、フルートとオーボエとヴァイオリンが半音階的に上行する第2主題を奏でる。続いて冒頭の轟音が回帰し、27小節目で序奏部が終わる。
主部はアレグロ・アパッショナート。自由なソナタ形式。提示部は99小節まで。第1主題は第1・第2ヴァイオリンによってホ短調で、第2主題は独奏ヴァイオリンによってヘ長調で奏でられる。展開部は287小節まで。第2主題から表れたと思われる変イ長調の動機がクラリネットで奏せられ、カンタービレに盛り上がる。それを、第1主題に基づくスケルツォ的展開が受け、その運動が弱まると序奏の轟音が甦り、その狭間に第1主題と第2主題が蠢いて再現部を用意する。再現部は391小節まで。展開部で現れたクラリネットの動機が第2主題に成り代わる。コーダは華々しいホ長調的な響きで終わる。

### 第2楽章 Adagio assai sostenuto, molto espressivo - Andante con moto, ma sempre sostenuto - Adagio sostenuto
第1部分は、アダージョ・アッサイ・ソステヌート、マ・センプレ・ソステヌート。6/8拍子。29小節目まで。弦楽5部が半音階を昇っていく運動で神秘的な場を作る。その上で、オーボエがハ調フリギア旋法に基づく主題を奏でる。
第2部分は、アンダンテ・コン・モート、マ・センプレ・ソステヌート。79小節目まで。イ長調による4/4拍子の牧歌的な主題がオーボエで示される。しかしそれはなかなか盛り上がらず、第1部分の主題の片鱗がヴァイオリンで回想され、ヘ短調の音階的動きなどを交え、うねる。その後、ホルンが牧歌的な主題を受け継ぎ、そこにチェレスタ、ハープ、高弦のアルペジオ的動きが加わって山場に至る。
第3部分はアダージョ・ソステヌート。6/8拍子。後奏的な働きをする。第1部分の主題を第1ヴァイオリンが再現し、ヘ長調の和音で静かに結ばれる。